# لقيمة الفخذ الوحشية
لقيمة الفخذ الوحشيّة أو الّلقيمة الوحشية لعظم الفخذ (بالإنجليزية: Lateral epicondyle of the femur)‏ هي نتوء عظمي يقع على الجانب الوحشي (الخارجي) من النهاية البعيدة لعظم الفخذ، وهي أصغر حجما وأقل بروزا من لقيمة الفخذ الإنسية، ويرتبط عليها الرباط الشظوي الجانبي (بالإنجليزية: Fibular collateral ligament)‏ لمفصل الركبة.
يوجد تحت لقيمة الفخذ الوحشيّة مباشرة انخفاض عظمي صغير يخرج منه ثلم (شقّ) مَصْقُول وظاهر ومحدّد يرتفع بميل إلى الأعلى وللخلف إلى أقصى الطرف الخلفي من اللقمة (بالإنجليزية:  condyle)‏.

## وصلات خارجية
- Bioweb at UWLAX aplab
- صور تشريحية:17:st-0303 في مركز داونستيت الطبي التابع لجامعة نيويورك

## صور إضافية

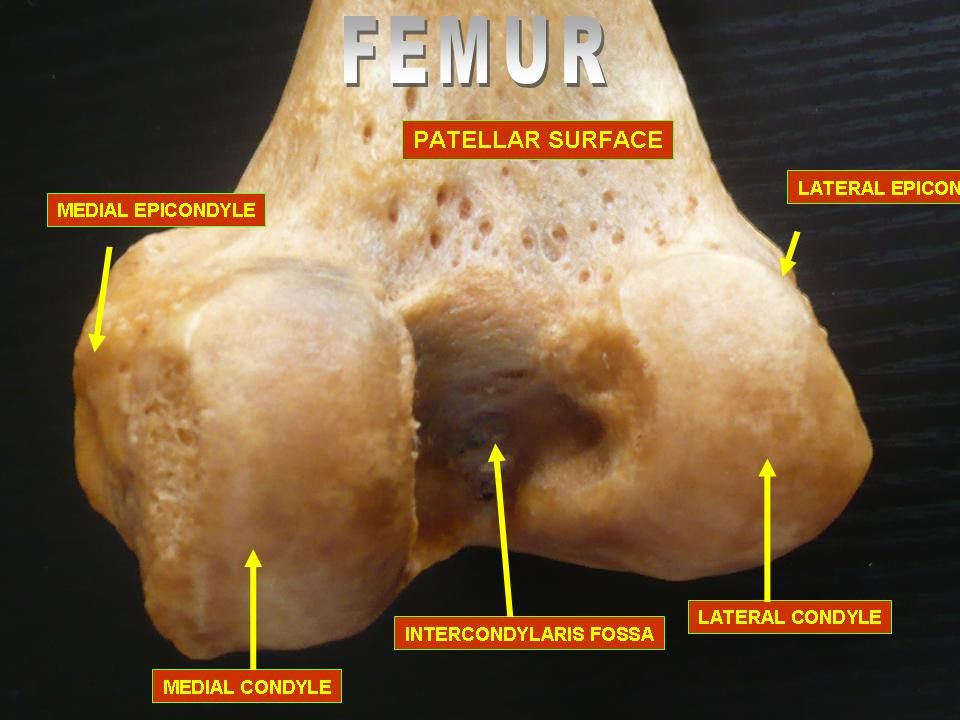
الجزء السفلي من عظم الفخذ.
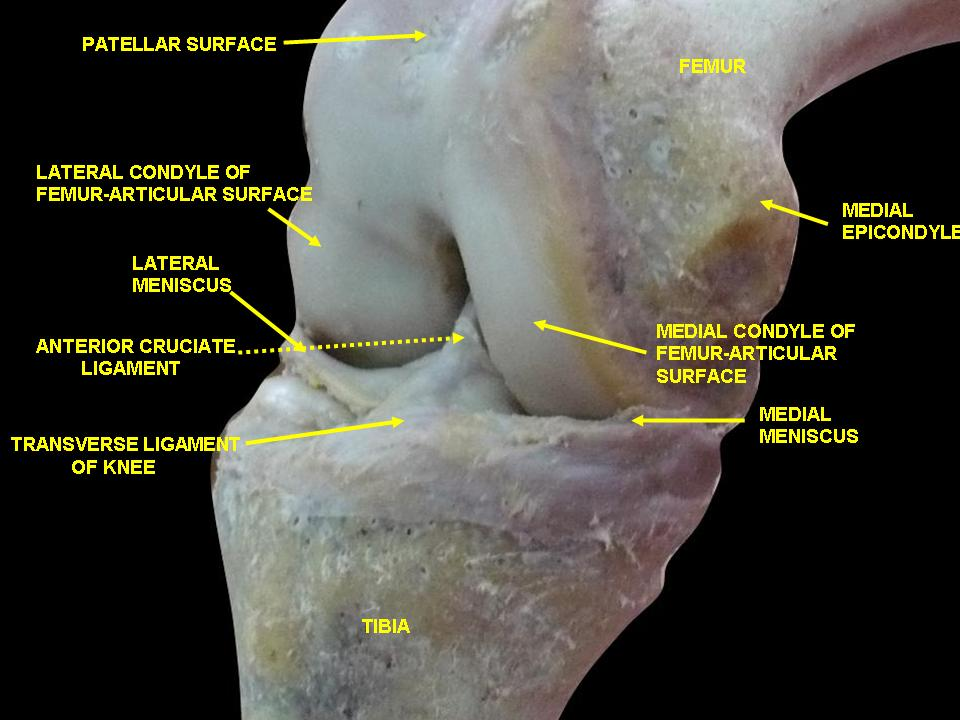
مفصل الركبة. تشريح عميق. عرض أمامي-إنسي.
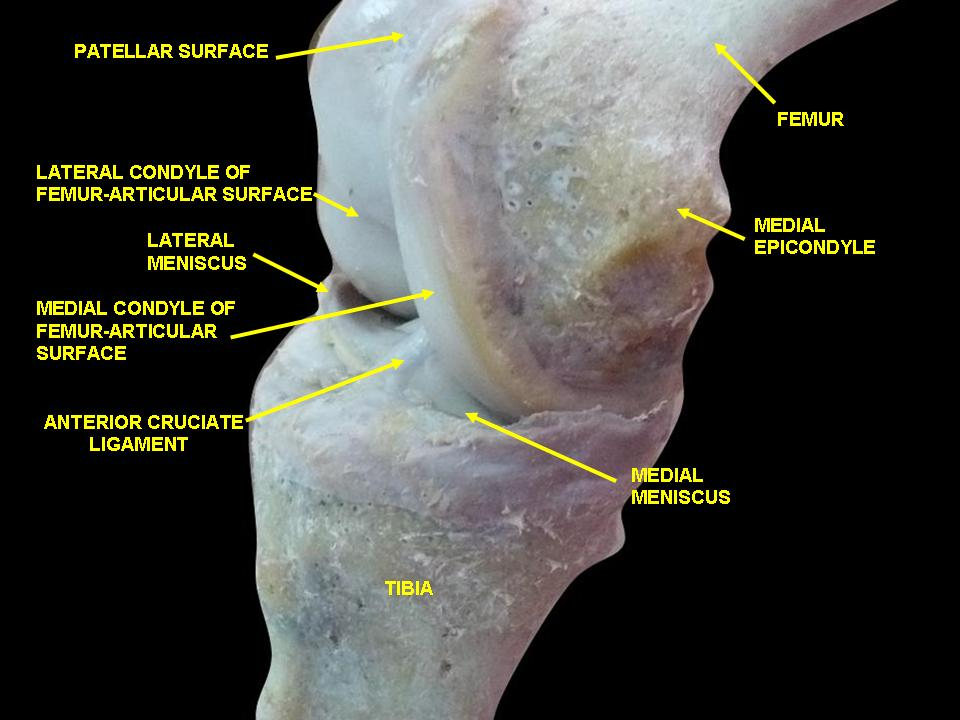
مفصل الركبة. تشريح عميق. عرض أمامي-إنسي.
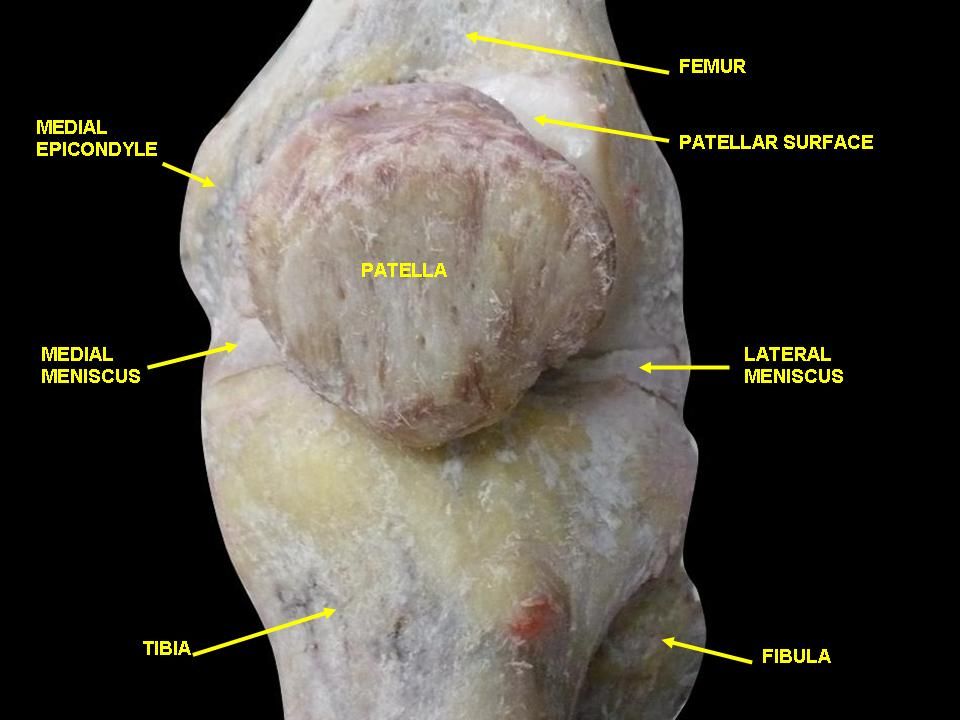
مفصل الركبة. تشريح عميق. عرض أمامي-إنسي.
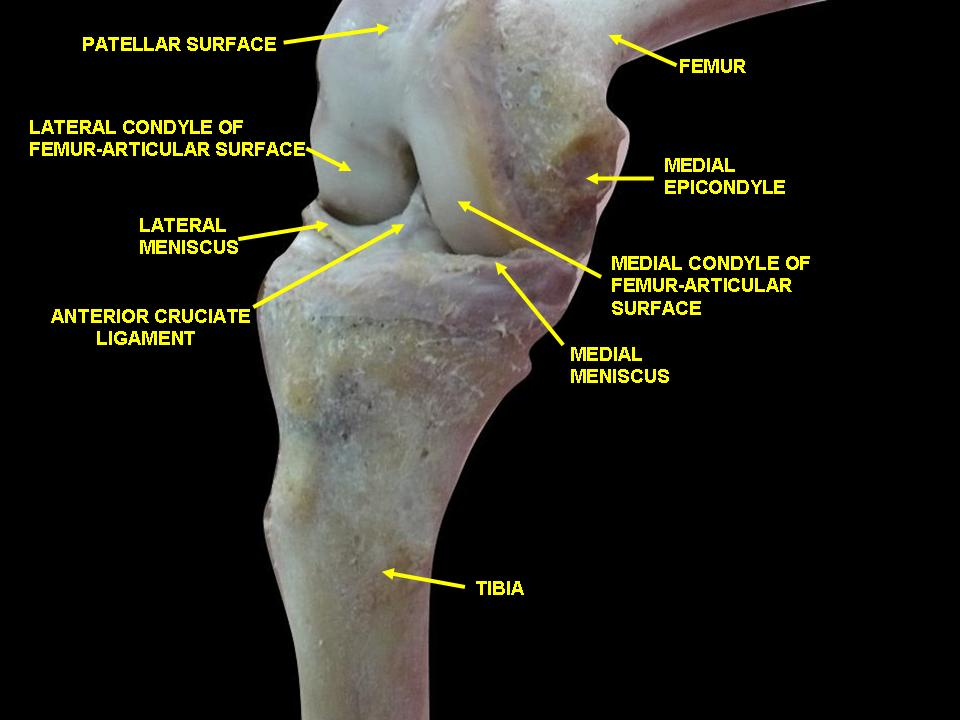
مفصل الركبة. تشريح عميق. عرض أمامي-إنسي.
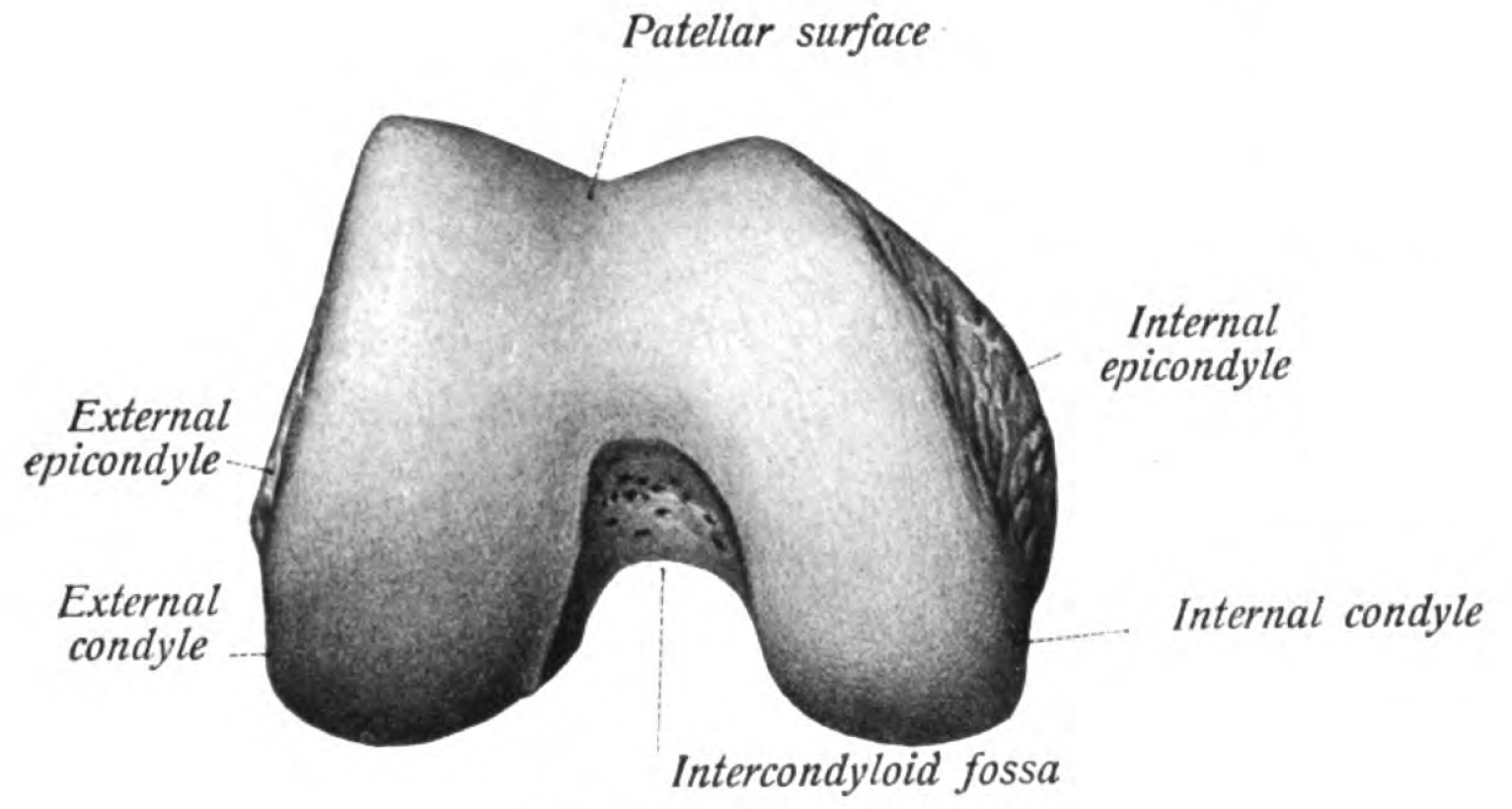
صورة لعظم الفخذ الأيمن من أسفل. اللقيمة الوحشية (external epicondyle) و اللقيمة الإنسية (internal epicondyle) لعظم الفخذ مبينتان. الرضفة أعلى الصورة.
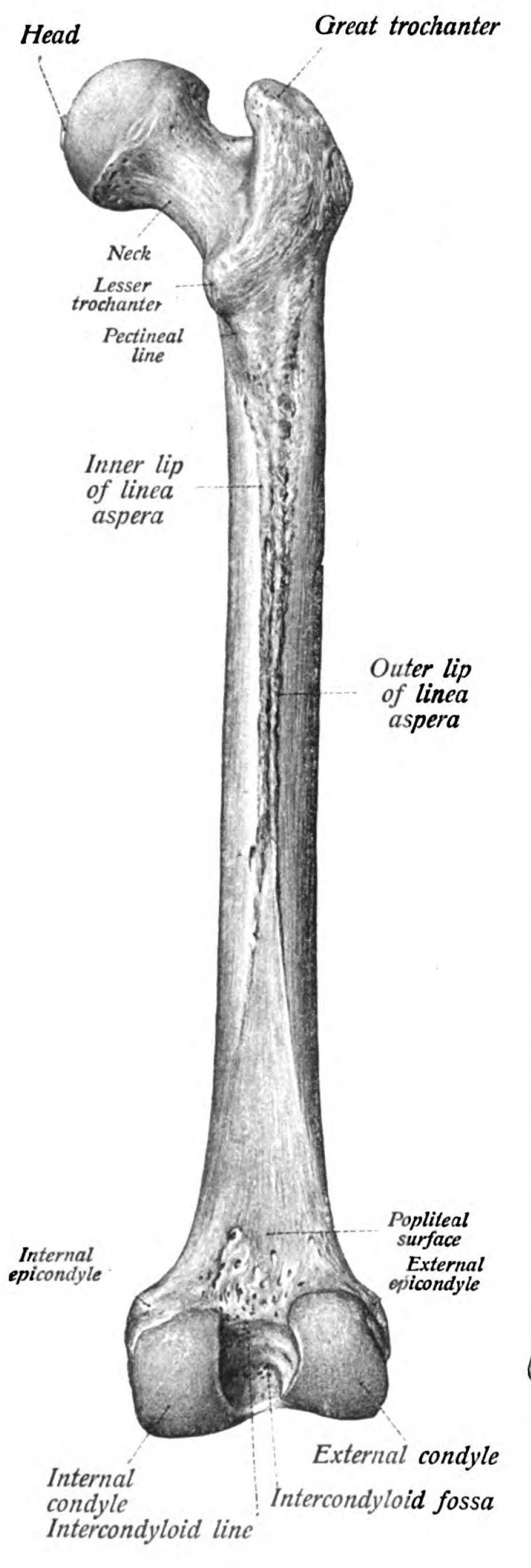
عظم الفخذ ، اللقيمة الوحشية (external epicondyle) و اللقيمة الإنسية (internal epicondyle) لعظم الفخذ مبينتان أسفل الصورة.
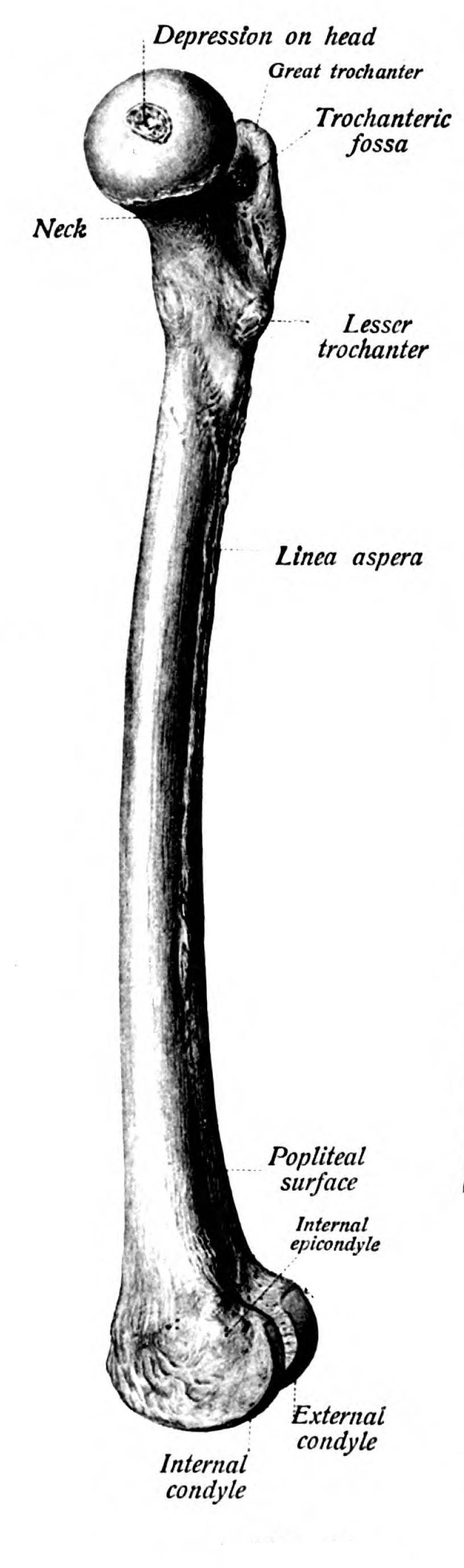
عظم الفخذ ، اللقيمة الوحشية (external epicondyle) و اللقيمة الإنسية (internal epicondyle) لعظم الفخذ مبينتان أسفل الصورة.
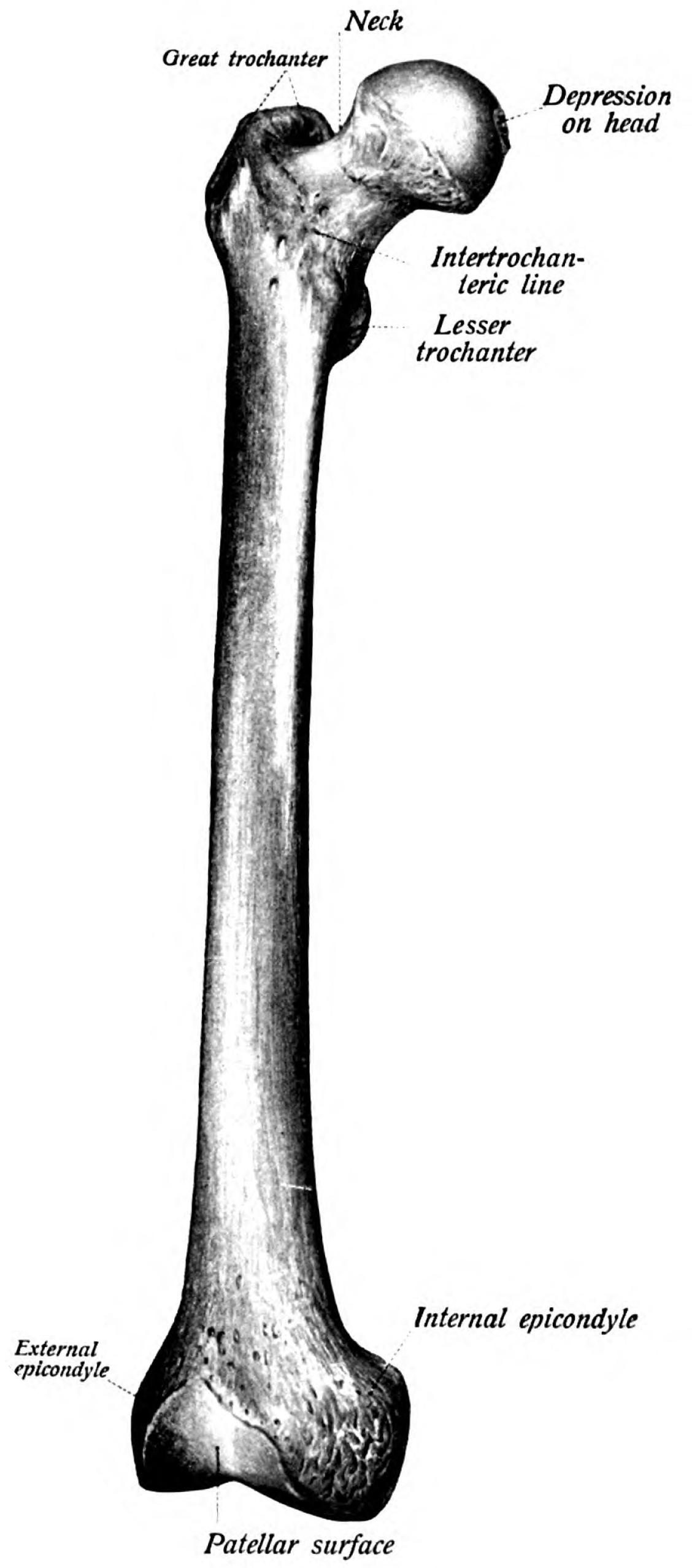
عظم الفخذ ، اللقيمة الوحشية (external epicondyle) و اللقيمة الإنسية (internal epicondyle) لعظم الفخذ مبينتان أسفل الصورة.